# Partecipanti alla Coppa Sabatini 2023
Elenco dei partecipanti alla Coppa Sabatini 2023.
La Coppa Sabatini 2023 è stata la settantunesima edizione della corsa. Alla competizione presero parte 18 squadre: 7 con licenza UCI World Tour 2023, 6 UCI ProTeam e 5 UCI Continental Team.
Partenza con 124 ciclisti accreditati.

## Corridori per squadra
Nota: R ritirato, NP non partito, FT fuori tempo, SQ squalificato
| Ineos Grenadiers          | Ineos Grenadiers          | Ineos Grenadiers          | Astana Qazaqstan Team             | Astana Qazaqstan Team             | Astana Qazaqstan Team             | Cofidis                        | Cofidis                        | Cofidis                        |
| ------------------------- | ------------------------- | ------------------------- | --------------------------------- | --------------------------------- | --------------------------------- | ------------------------------ | ------------------------------ | ------------------------------ |
| N°                        | Ciclista                  | Clas.                     | N°                                | Ciclista                          | Clas.                             | N°                             | Ciclista                       | Clas.                          |
| 2                         | Michael Leonard           | R                         | 11                                | Aleksej Lucenko                   | 5°                                | 21                             | Guillaume Martin               | 4°                             |
| 3                         | Magnus Sheffield          | 15°                       | 12                                | Gleb Brusenskij                   | R                                 | 22                             | Simon Geschke                  | R                              |
| 4                         | Brandon Rivera            | R                         | 13                                | Harold Martín López               | R                                 | 23                             | Jonathan Lastra                | 37°                            |
| 5                         | Pavel Sivakov             | 2°                        | 14                                | Jurij Natarov                     | R                                 | 24                             | Axel Mariault                  | 33°                            |
| 6                         | Ben Swift                 | 39°                       | 15                                | Gianni Moscon                     | 12°                               | 25                             | Benjamin Thomas                | R                              |
| 7                         | Ethan Hayter              | R                         | 16                                | Harold Tejada                     | 12°                               | 26                             | Hugo Toumire                   | R                              |
| 8                         | Ben Tulett                | R                         | 17                                | Simone Velasco                    | 31°                               | 27                             | Thomas Champion                | R                              |
| EF Education-EasyPost     | EF Education-EasyPost     | EF Education-EasyPost     | Intermarché-Circus-Wanty          | Intermarché-Circus-Wanty          | Intermarché-Circus-Wanty          | Team Jayco AlUla               | Team Jayco AlUla               | Team Jayco AlUla               |
| N°                        | Ciclista                  | Clas.                     | N°                                | Ciclista                          | Clas.                             | N°                             | Ciclista                       | Clas.                          |
| 31                        | Richard Carapaz           | 7°                        | 41                                | Francesco Busatto                 | 13°                               | 51                             | Alexandre Balmer               | 32°                            |
| 32                        | Simon Carr                | R                         | 42                                | Lilian Calmejane                  | R                                 | 52                             | Kevin Colleoni                 | 41°                            |
| 33                        | Alexander Cepeda          | R                         | 43                                | Alexy Faure Prost                 | R                                 | 53                             | Alessandro De Marchi           | 42°                            |
| 34                        | Stefan de Bod             | R                         | 44                                | Laurens Huys                      | R                                 | 54                             | Tsgabu Grmay                   | R                              |
| 36                        | Michael Valgren           | 8°                        | 45                                | Louis Meintjes                    | R                                 | 55                             | Jesús David Peña               | R                              |
| 37                        | Mark Padun                | R                         | 46                                | Georg Zimmermann                  | 25°                               | 56                             | Rudy Porter                    | R                              |
|                           |                           |                           | 47                                | Lorenzo Rota                      | R                                 | 57                             | Filippo Zana                   | 16°                            |
| UAE Team Emirates         | UAE Team Emirates         | UAE Team Emirates         | Corratec Selle Italia             | Corratec Selle Italia             | Corratec Selle Italia             | Eolo-Kometa Cycling Team       | Eolo-Kometa Cycling Team       | Eolo-Kometa Cycling Team       |
| N°                        | Ciclista                  | Clas.                     | N°                                | Ciclista                          | Clas.                             | N°                             | Ciclista                       | Clas.                          |
| 61                        | Tadej Pogačar             | 3°                        | 71                                | Davide Baldaccini                 | 45°                               | 81                             | Vincenzo Albanese              | 18°                            |
| 62                        | Sjoerd Bax                | R                         | 72                                | Valerio Conti                     | R                                 | 82                             | Francesco Gavazzi              | R                              |
| 63                        | George Bennett            | 9°                        | 73                                | Veljko Stojnić                    | R                                 | 83                             | Mattia Bais                    | 40°                            |
| 64                        | Jan Christen              | R                         | 74                                | Nicolás Tivani                    | R                                 | 84                             | Andrea Garosio                 | R                              |
| 65                        | Marc Hirschi              | 1°                        | 75                                | Kyrylo Carenko                    | R                                 | 85                             | Álex Martín                    | 29°                            |
| 66                        | Felix Großschartner       | 14°                       | 76                                | Andrij Ponomar                    | 23°                               | 86                             | Davide Piganzoli               | 30°                            |
| 67                        | Davide Formolo            | R                         | 77                                | Lorenzo Quartucci                 | 44°                               | 87                             | Fernando Tercero               | R                              |
| Euskaltel-Euskadi         | Euskaltel-Euskadi         | Euskaltel-Euskadi         | Green Project-BardianiCSF-Faizanè | Green Project-BardianiCSF-Faizanè | Green Project-BardianiCSF-Faizanè | Q36.5 Pro Cycling Team         | Q36.5 Pro Cycling Team         | Q36.5 Pro Cycling Team         |
| N°                        | Ciclista                  | Clas.                     | N°                                | Ciclista                          | Clas.                             | N°                             | Ciclista                       | Clas.                          |
| 91                        | Ibai Azurmendi            | 34°                       | 101                               | Filippo Fiorelli                  | 38°                               | 112                            | Matteo Badilatti               | R                              |
| 92                        | Antonio Jesús Soto        | R                         | 102                               | Luca Cavallo                      | R                                 | 113                            | Gianluca Brambilla             | 21°                            |
| 93                        | Enekoitz Azparren         | 36°                       | 103                               | Filippo Magli                     | 24°                               | 114                            | Walter Calzoni                 | 6°                             |
| 94                        | Xabier Azparren           | R                         | 104                               | Martin Marcellusi                 | R                                 | 115                            | Marcel Camprubi                | 11°                            |
| 95                        | Peio Goikoetxea           | R                         | 105                               | Alessandro Pinarello              | R                                 | 116                            | Alessandro Fedeli              | R                              |
| 96                        | Gotzon Martín             | 19°                       | 106                               | Henok Mulubrhan                   | 22°                               | 117                            | Pavel Novák                    | R                              |
| 97                        | Xabier Berasategi         | 20°                       | 107                               | Luca Covili                       | 26°                               |                                |                                |                                |
| TotalEnergies             | TotalEnergies             | TotalEnergies             | Electro Hiper Europa              | Electro Hiper Europa              | Electro Hiper Europa              | GW Shimano-Sidermec            | GW Shimano-Sidermec            | GW Shimano-Sidermec            |
| N°                        | Ciclista                  | Clas.                     | N°                                | Ciclista                          | Clas.                             | N°                             | Ciclista                       | Clas.                          |
| 121                       | Mathieu Burgaudeau        | 10°                       | 131                               | Alex Molenaar                     | R                                 | 141                            | Trym Holter                    | R                              |
| 122                       | Jérémy Cabot              | R                         | 132                               | Joan Martí Bennassar              | R                                 | 142                            | Jonathan Guatibonza            | R                              |
| 123                       | Valentin Ferron           | R                         | 133                               | Jose Luis Faura                   | R                                 | 143                            | Andrés Mancipe                 | R                              |
| 124                       | Alexis Vuillermoz         | 17°                       | 134                               | Alejandro Ropero                  | 46°                               | 144                            | Alejandro Osorio               | R                              |
| 125                       | Mattéo Vercher            | R                         | 135                               | Lucas Lopes                       | NP                                | 145                            | Jeferson Ruiz                  | 47°                            |
| 126                       | Alessio Cialone           | R                         | 136                               | José María Martín                 | R                                 | 146                            | Filippo Tagliani               | R                              |
| 127                       | Lucas Grolier             | R                         | 137                               | Mateu Estelrich                   | R                                 | 147                            | Santiago Umba                  | 35°                            |
| MG.K Vis Colors for Peace | MG.K Vis Colors for Peace | MG.K Vis Colors for Peace | Team Technipes #inEmiliaRomagna   | Team Technipes #inEmiliaRomagna   | Team Technipes #inEmiliaRomagna   | Work Service-Vitalcare-Dynatek | Work Service-Vitalcare-Dynatek | Work Service-Vitalcare-Dynatek |
| N°                        | Ciclista                  | Clas.                     | N°                                | Ciclista                          | Clas.                             | N°                             | Ciclista                       | Clas.                          |
| 151                       | Mattia Di Felice          | R                         | 161                               | Emanuele Ansaloni                 | 48°                               | 171                            | Manuel Capra                   | R                              |
| 152                       | Davide Casini             | R                         | 162                               | Andrea Innocenti                  | R                                 | 172                            | Nicola Venchiarutti            | R                              |
| 153                       | Ben Granger               | R                         | 163                               | Alessandro Monaco                 | R                                 | 173                            | Samuele Mion                   | R                              |
| 154                       | Roberto González          | 27°                       | 164                               | Martin Nessler                    | R                                 | 174                            | Lorenzo Ginestra               | R                              |
| 155                       | Matthew Kingston          | R                         | 165                               | Gabriele Petrelli                 | R                                 | 175                            | Kevin Rivera                   | R                              |
| 156                       | Edoardo Martinelli        | R                         | 166                               | Matteo Montefiori                 | R                                 | 176                            | Giacomo Garavaglia             | 43°                            |
| 157                       | Lapo Gavilli              | R                         | 167                               | Andrea Sergiampietri              | R                                 | 177                            | Edvard Novak                   | R                              |